# Hermann Kusmanek von Burgneustädten

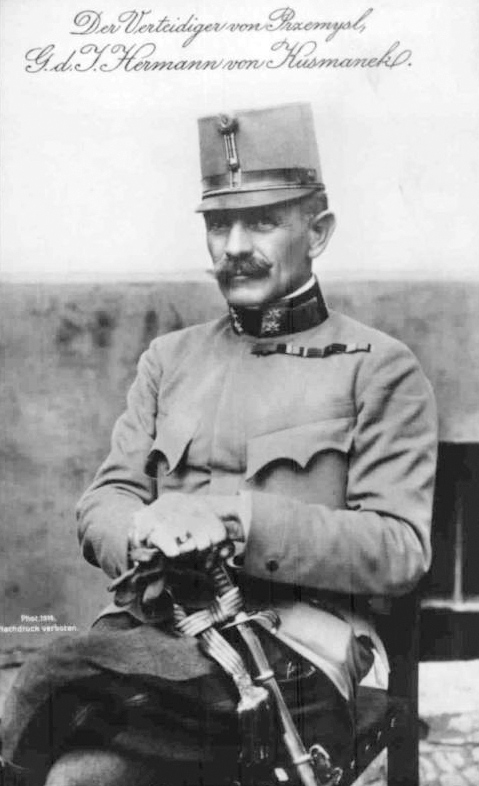

Hermann Kusmanek von Burgneustädten (Sibiu (Hermanstad), 16 september 1860 - Wenen, 7 augustus 1934) was een Oostenrijks-Hongaars generaal en commandant van de vesting Przemyśl gedurende het beleg van deze vesting tijdens de Eerste Wereldoorlog. Deze belegering door het Russische leger was een van de voornaamste belegeringen tijdens de oorlog en het verlies een belangrijke slag voor het Oostenrijks-Hongaarse leger.
Hermann Kusmanek volgde de militaire academie in Wiener Neustadt tussen 1876-1879. In 1897 schreef hij het driedelige boekwerk "Der Sanitätsdienst im Krieg". In 1910 werd hij bevorderd tot Feldmarschalleutnant en in 1917 tot Kolonel-generaal. Hij was getrouwd en had twee dochters.
Tijdens de Eerste Wereldoorlog was Kusmanek von Burgneustädten commandant over het garnizoen dat gelegerd was in de vesting Przemyśl bij de tegenwoordig Poolse stad Przemyśl. De vesting bestond uit een aantal verdedigingswerken bij de grens tussen Oostenrijk-Hongarije en het Russische keizerrijk. De vesting werd tweemaal belegerd door het Russische leger. Tijdens de eerste belegering (september – oktober 1914) wist Kusmanek Przemyśl met succes te verdedigen. Vanaf 11 november 1914 werd de vesting voor de tweede maal ingesloten en op 22 maart 1915 werd de generaal door de heersende hongersnood onder zijn manschappen gedwongen te capituleren. Zijn bijnaam luidde 'de leeuw van Przemyśl'. Na de overgave ontstond er echter kritiek op zijn handelwijze bij de belegering.
Kusmanek ligt begraven op het Weense Zentralfriedhof.